# The Fine Art of Original Sin
The Fine Art of Original Sin (traducido como El bello arte del pecado original) es el primer álbum de la banda de post-hardcore Ink & Dagger.
Fue registrado en los primeros meses de 1998, en el estudio "Meatlocker" de Filadelfia, Pensilvania, con la adición de dos nuevos miembros: el bajista Joshua Brown y el baterista Ryan Mclaughlin, dándole una mayor solidez al sonido del grupo; además de incursionar con elementos electrónicos, como techno y drum and bass.
Fue publicado por Initial Records el 14 de junio de 1998, en los formatos de CD y vinilo LP. En 2013, el sello "Six Feet Under" lanzó el álbum como descarga digital.

## Lista de canciones
| N.º | Título                                                | Duración |  |
| 1.  | «The Fine Art Of Original Sin»                        | 4:04     |  |
| 2.  | «Philapsychosis»                                      | 4:16     |  |
| 3.  | «We Live Despite Their Schemes»                       | 2:46     |  |
| 4.  | «Cut Throat Tactics»                                  | 3:37     |  |
| 5.  | «The Six Feet Under Swindle»                          | 4:14     |  |
| 6.  | «The History In Ecstasy»                              | 3:11     |  |
| 7.  | «Vampire Fast Code Ver. 1.5»                          | 2:24     |  |
| 8.  | «The Fine Art Of Original Sin (The GSF Resonant Mix)» | 6:10     |  |

## Créditos
| Banda - Sean McCabe – voces, orquestación, programación, fotografía - Don Devore – guitarras, bajo, orquestación, programación, fotografía - Joshua Brown – bajo, ruido - Ryan Mclaughlin – batería, percusión Músicos invitados - Jennifer Layne Park – voces (tracks 3 y 7) - J Smooth – remix (track 8) - JG – remix (track 8) | Producción - Ink & Dagger – producción - Eric Horowitz – producción, ingeniero de sonido - Terence Yerves – asistente de ingeniero de sonido - Carlos Batts – artwork, fotografía - Scott Ritcher – diseño |